# クローラー・トランスポーター

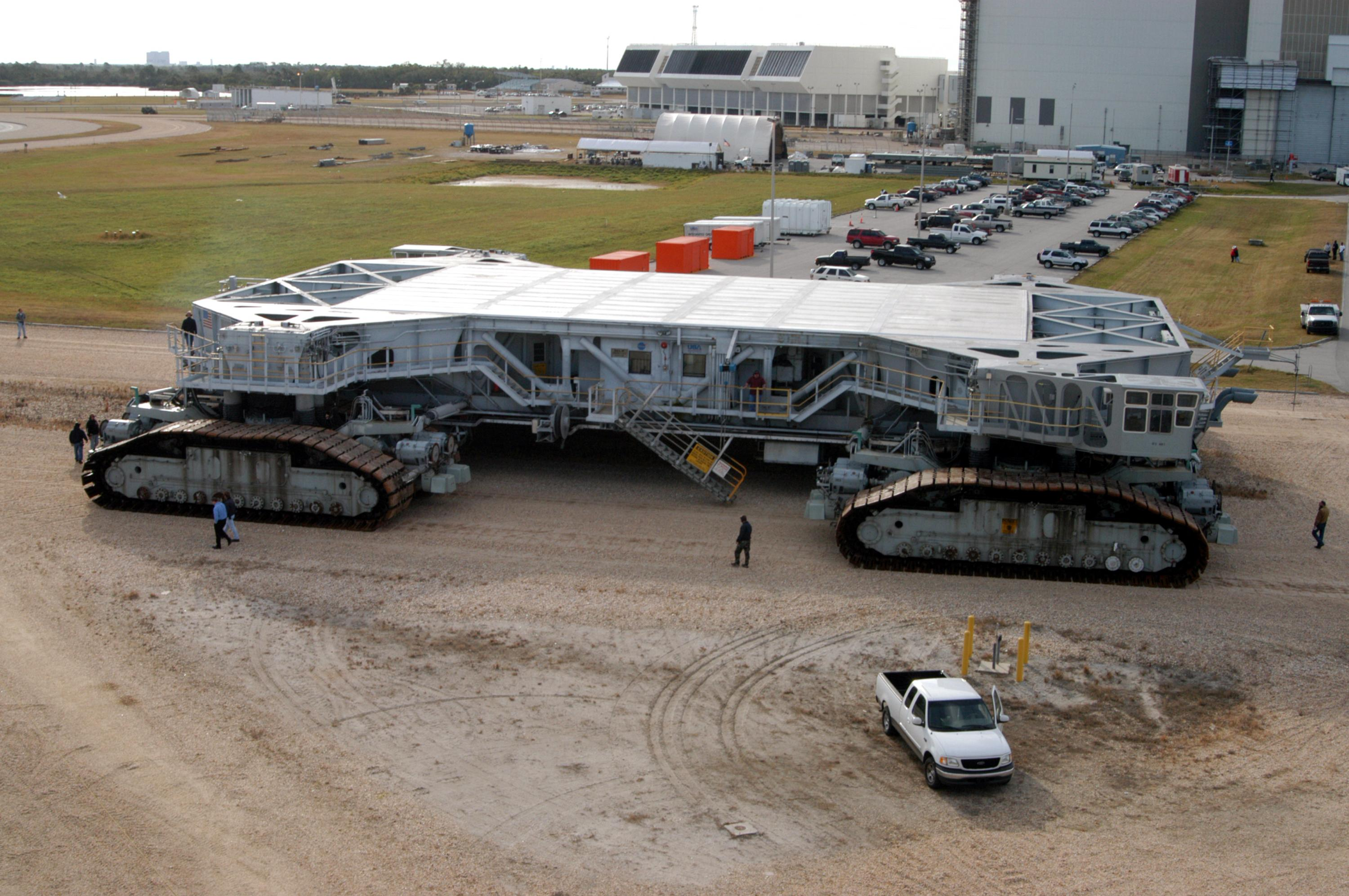
クローラー・トランスポーター

クローラー・トランスポーター (Crawler-transporter) は、スペースシャトル組立棟からクローラーウェイを通ってケネディ宇宙センター第39発射施設まで宇宙機を運ぶために用いられる装軌式の輸送機である。もともとは、アポロ計画、スカイラブ計画、アポロ・ソユーズテスト計画の時代に、サターンIBやサターンVを輸送するために用いられていた。その後、1981年から2011年まではスペースシャトルの輸送に使われた。クローラー・トランスポーターは、移動式発射プラットフォームを載せて輸送を行い、スペースシャトルが宇宙から戻ってきた後は、再びスペースシャトル組立棟に機体を戻す。
2機のクローラー・トランスポーターは、ロックウェル・インターナショナルの製造した部品を用いてマリオン・パワーショベルが設計・製造し、費用は1台当たり各1,400万ドルであった。これらは、世界で最も大きい自家動力の陸上車両である。建設当時、直後にドイツのバケットホイールエクスカベーターに抜かれるまでは、世界最大の車両であった。

## 諸元

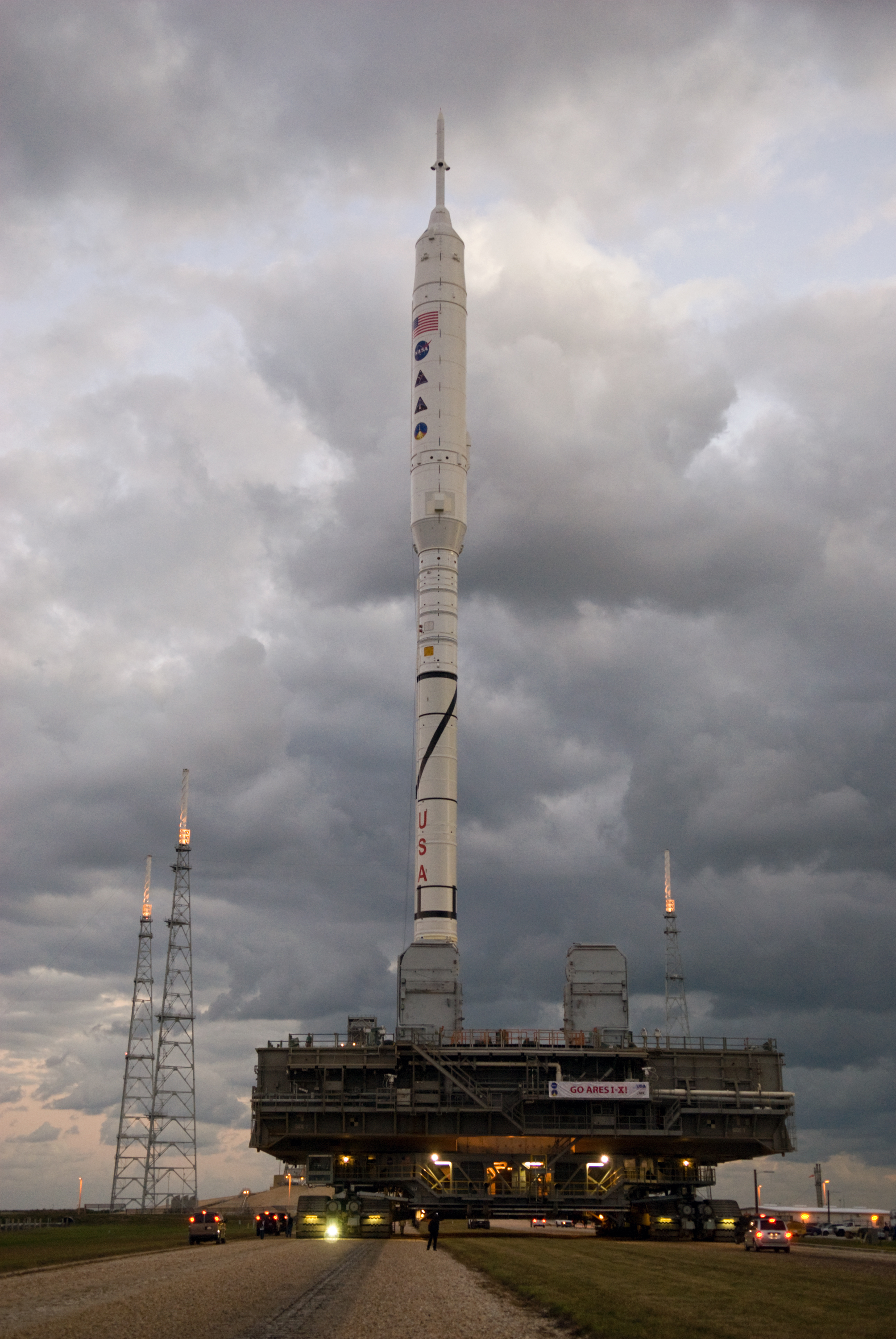
試験飛行のアレスI-Xを運ぶクローラー

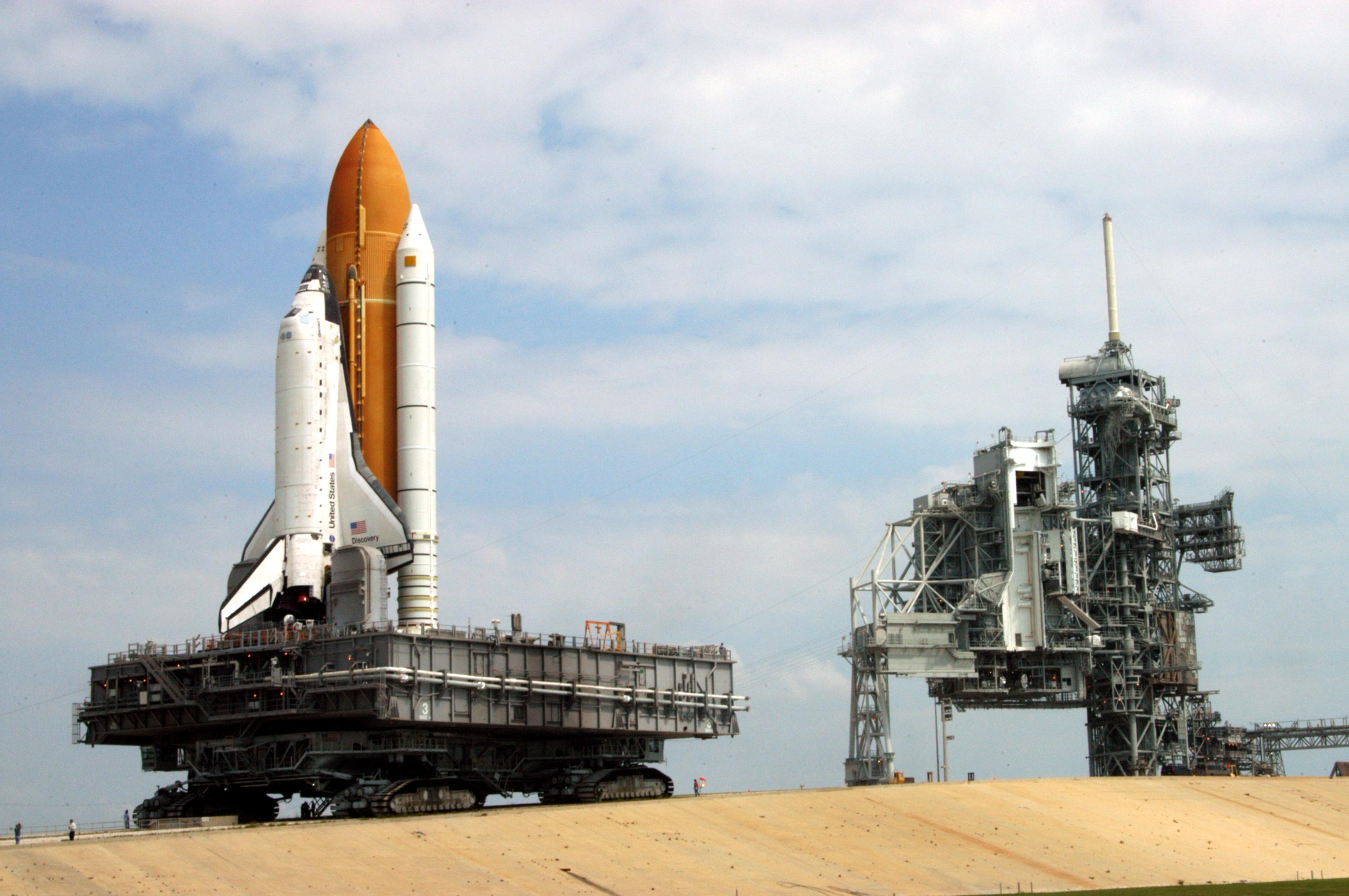
ディスカバリーを運ぶクローラー

クローラー・トランスポーターの質量は2,721トンであり、四隅に2台ずつ8台のトラックで支えられている。それぞれのトラックには、57個のシューがあり、それぞれのシューの質量は900kgである。大きさは長さ40m、幅35m、高さは6.1mから7.9mまで可変で、それぞれの側面を独立に昇降できる。レーザー誘導装置を用いて移動式発射プラットフォームの水平度を10′（サターンVの先端では30cm程度）以内に保ち、打上げ場所に向いた側は5%上昇される。クローラー・トランスポーターと移動式発射プラットフォームがスペースシャトル組立棟や打上げ場所に到着した時には、レーザーによるドッキングシステムによりピンポイントの精確さで位置合わせが行われる。30名程の技術者や運転手のチームがこの輸送機を操作する。
クローラー・トランスポーターは、2003年に全面的に点検が行われ、開閉装置を内蔵し、搭載された主要な全てのシステムの電子制御を行うモーター・コントロール・センター、エンジンとポンプの新しい空調系、新しいディーゼルエンジンラジエーターの改良が行われた。また、2つの操縦席も交換された。2003年の時点で、クローラー・トランスポーターには16個のトラクションモーターを備える。アメリカン・ロコモティブ製の2つの2,750馬力(2,050kW)V16ディーゼルエンジンが駆動する4つの1,341馬力(1,000kW)の発電機から電力が供給される。2つの1,006馬力(750kW)の発電機は2つの1,065馬力（794kW）のエンジンで駆動し、ジャッキング、ステアリング、灯光、空調等に用いられる。2つの201馬力(150kW)の発電機は、移動式発射プラットフォームの電源として用いることができる。クローラー・トランスポーターのタンクには1万9,000リットルのディーゼル燃料を貯蔵でき、1km当たり296リットルの燃料を消費する。その経過年数と、スペース・ローンチ・システムと最も重いアレスV及びその打上げ棟を運ぶ必要があるため、2012年中旬に1機が、エンジン、排気装置、ブレーキ、油圧、コンピュータを新調し、昇降能力を540万kgから820万kgに高めるための改良に入っている。
クローラー・トランスポーターは、車両の両端に位置する2つの操縦席から制御され、5.6kmのクローラーウェイを、搭載時の最高速度1.6km、非搭載時の最高速度3.2kmで走行する。スペースシャトル組立棟からケネディ宇宙センター第39発射施設までの平均所要時間は、約5時間である。クローラーウェイは2mの深さで、摩擦の少ないアラバマ川とテネシー川の岩で覆われている。2000年にアメリカ航空宇宙局(NASA)は、アポロ時代のクローラーウェイの一部を発掘し、修復した。
ケネディ宇宙センターも、1965年の開設当初から「ハンス」と「フランツ」と名付けた同様の2機のクローラー・トランスポーターを使用していた。寿命を迎えた時には、マイアミからシアトルに相当する約5,500kmを移動していた。

## 画像

クローラーウェイの分岐点。右の道はLC-39A、左の道はLC-39Bに繋がる。

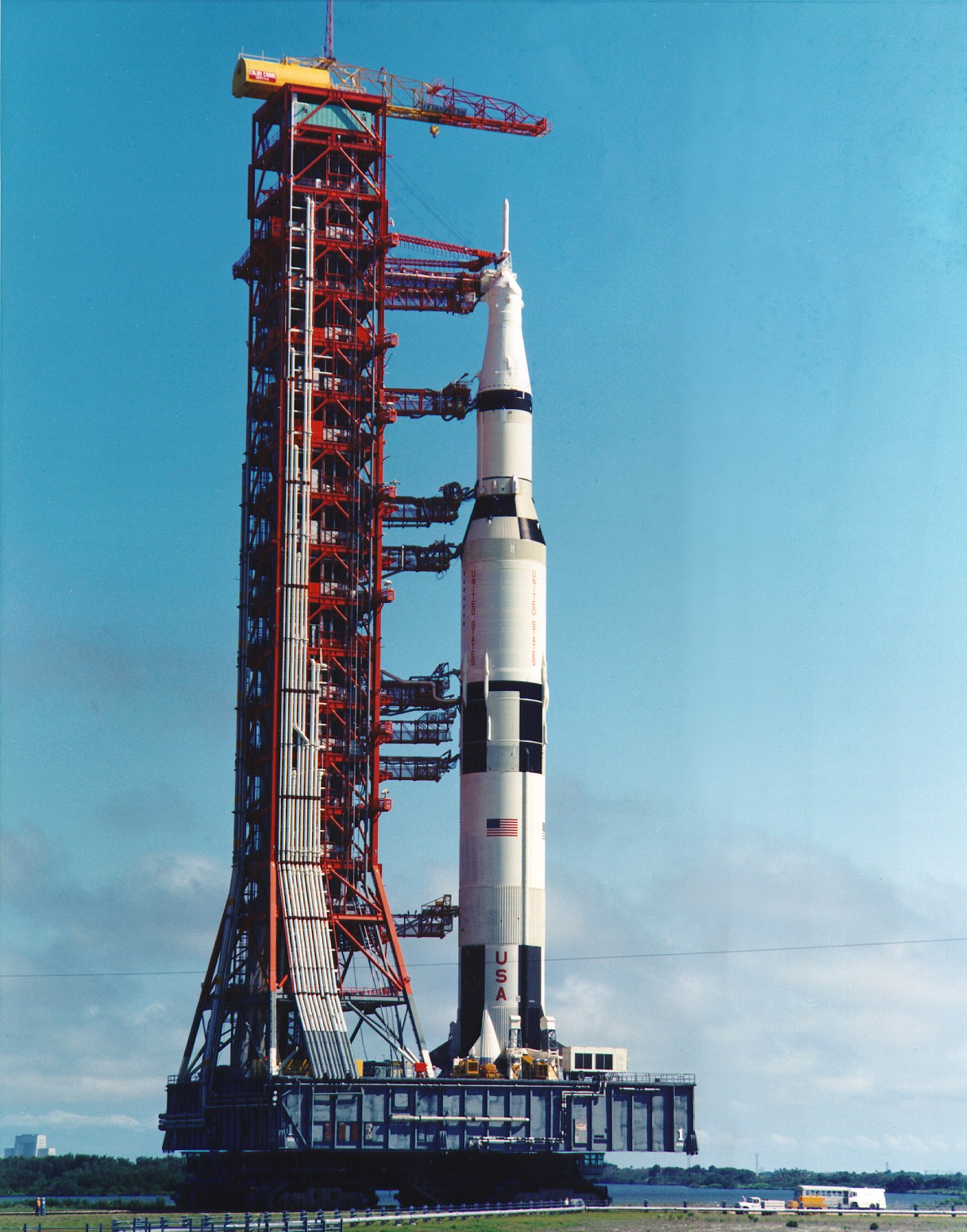
クローラーに載せられたサターンV
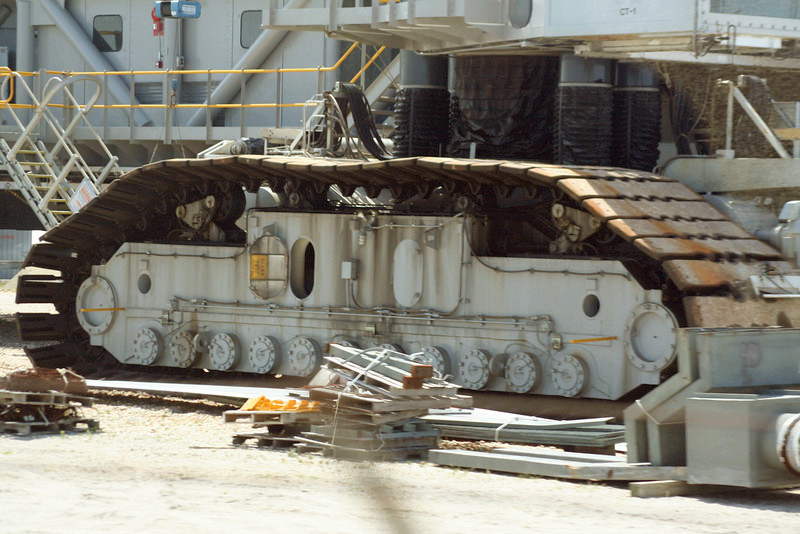
接地面の詳細
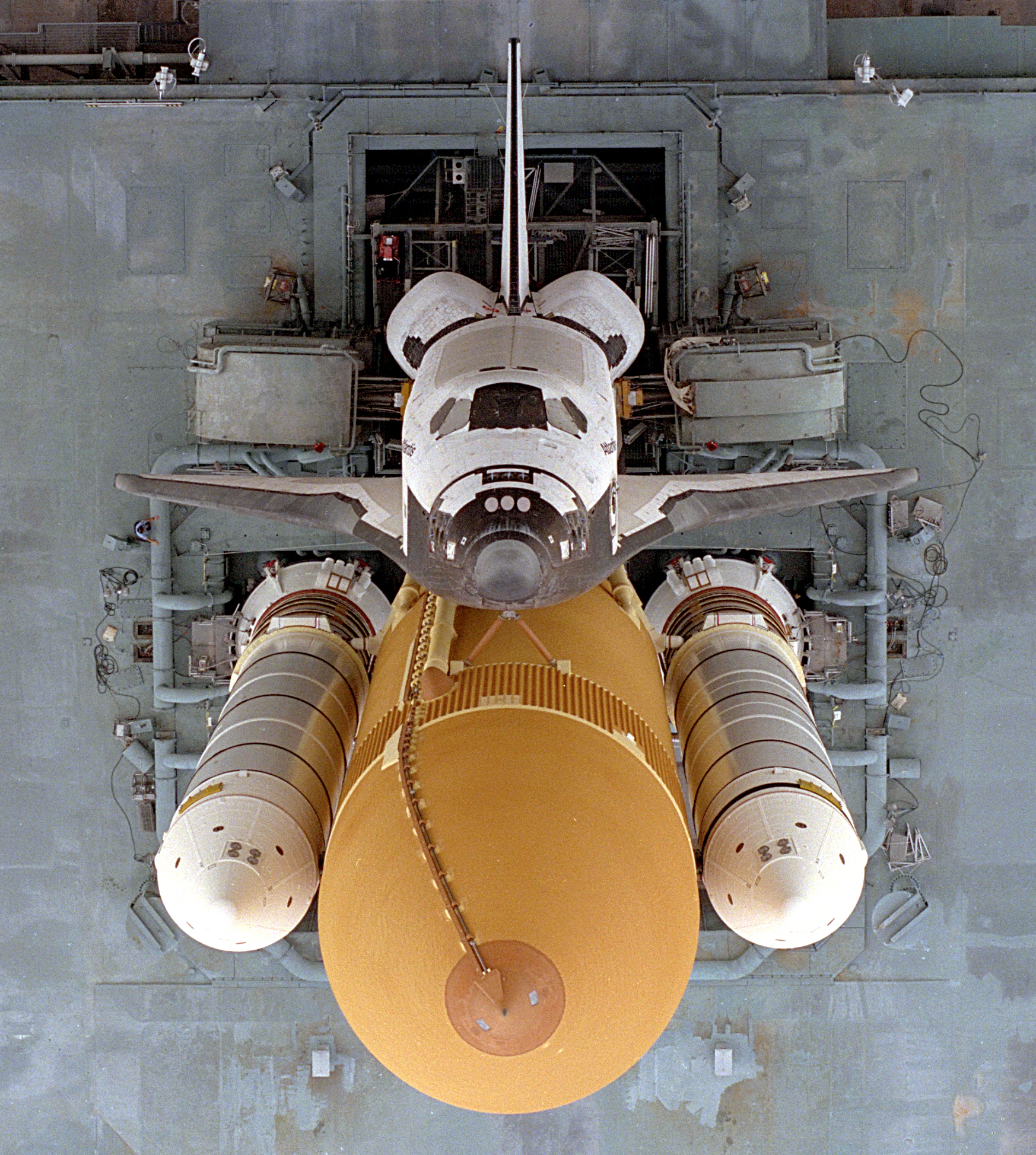
移動式発射プラットフォームに載せられたアトランティス